# Retnje
Retnje je naselje u slovenskoj Općini Tržiču. Retnje se nalazi u pokrajini Gorenjskoj i statističkoj regiji Gorenjskoj. 

## Stanovništvo
Prema popisu stanovništva iz 2002. godine naselje je imalo 278 stanovnika.